# 萨姆·科菲
薩曼莎·格蕾絲·科菲（英語：Samantha Grace Coffey，1998年12月31日—），通稱薩姆·科菲，是美國職業女子足球運動員，司職中場，現效力國家女子足球聯賽球隊波特蘭荊棘與美國國家女子足球隊。
科菲在大學時期效力波士頓學院老鷹隊與賓州州立尼塔尼雄獅隊。2021年，她參加國家女子足球聯賽選秀以第二輪第12位被波特蘭荊棘選中。2022年，她在生涯首賽季幫助隊伍奪得季後賽冠軍，並連續兩年入選NWSL年度最佳陣容。
科菲於2022年完成成年國家隊首秀，並於2024年代表美國參加巴黎奧運女子足球比賽獲得金牌。

## 早期生活
薩曼莎·科菲出生於紐約市，是韋恩·科菲（Wayne Coffey）和丹妮絲·威利（Denise Willi）的次女。科菲生於書香世家，其父親曾擔任《紐約每日新聞》的體育記者，後成為暢銷書籍作家；母親也是作家，曾為學樂出版集團工作；哥哥尚恩·科菲（Sean Coffey）為美國廣播公司第11台的記者；姊姊亞歷克斯·科菲曾在《The Athletic》擔任體育記者，現為《費城詢問報》的體育記者，專門報導職棒球隊費城費城人的新聞。
科菲成長於紐約州的沉睡谷村莊，曾就讀多布斯費里的一所寄宿學校邁斯特中學。2020年底，科菲取得賓夕法尼亞州立大學新聞學學士學位，之後繼續在該校攻讀研究所。
科菲年幼時曾效力Match-Fit青訓學院（Match-Fit Academy）和紐約足球俱樂部（New York Soccer Club），曾入選5次地區最佳陣容及1次全美最佳陣容。高中時期，她在邁斯特中學足球隊擔任兩賽季的隊長，並連續4年被選為年度最有價值球員、3度獲選年度最佳球員。她還為該隊攻入至少100球。

### 波士頓學院老鷹
2017年，科菲就讀波士頓學院並加入老鷹女子足球隊。大一時期，她的助攻數領先全隊，不僅榮獲波士頓學院年度最佳新生運動員，還入選了大西洋沿岸聯盟（ACC）第三陣容與最佳新生陣容。大二時期，她幫助隊伍晉級2018年NCAA一級女子足球錦標賽，且她的進球數與助攻數雙居全聯盟榜首。同年，科菲入圍赫曼獎最終名單，並入選NCAA一級全美最佳陣容以及ACC全聯盟最佳陣容，個人獲得ACC年度最佳中場。科菲在老鷹隊的2個賽季總共上陣40場比賽，攻入17球並助攻24球。

### 賓州州立尼塔尼雄獅

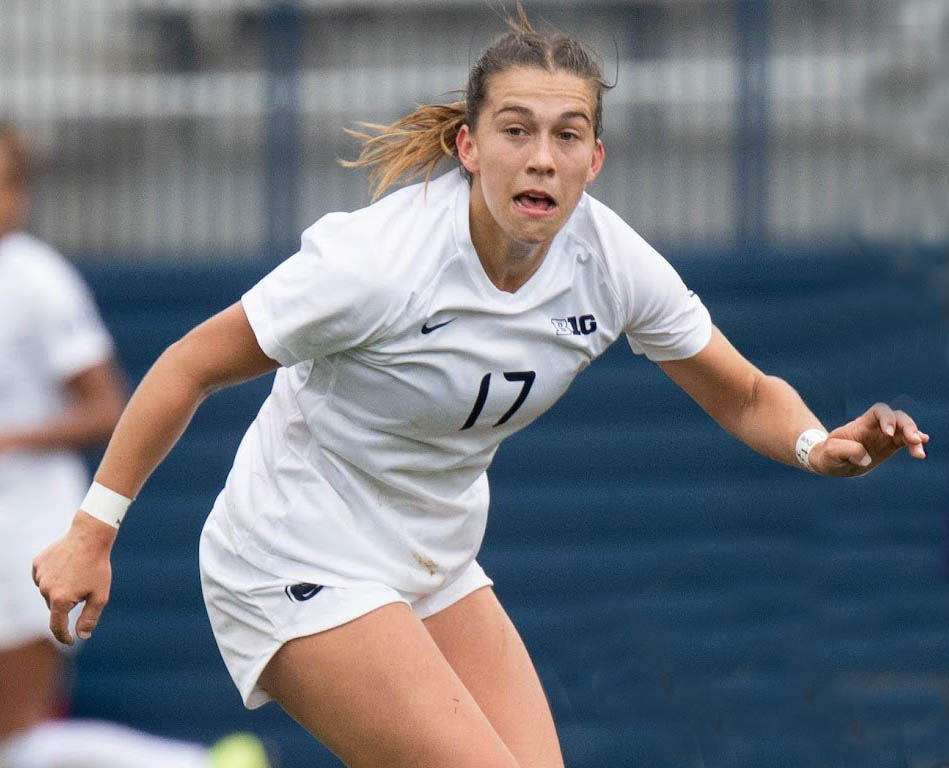
2019年效力尼塔尼雄獅隊的科菲。

2019年1月，科菲轉學到賓夕法尼亞州立大學並效力尼塔尼雄獅女子足球隊。她在2019年十大聯盟女子足球錦標賽對陣密西根狼獾隊的決賽為隊伍攻入關鍵球扳平比分，最後幫助尼塔尼雄獅隊贏得冠軍。2020–21年賽季，科菲以隊長身份為隊伍出賽16場，攻入6球並助攻12球。由於疫情影響，NCAA允許所有大學運動員延長一年的學生資格，因此科菲於2021年以研究生身份參加她的第5個大學賽季。她於該年總共上陣21場比賽，攻入8球和助攻8次。同年，科菲入選NCAA一級全美次佳陣容、十大聯盟最佳陣容以及十大聯盟最佳中場。
科菲在尼塔尼雄獅的3個賽季共出賽62場，繳出25進球與30助攻的成績，並3次入圍NCAA一級北區最佳陣容。她的大學生涯總計出賽102場，攻入42球並助攻54次，成為第50位達成40進球與40助攻的NCAA一級女子足球員。

## 俱樂部生涯

### 波特蘭荊棘

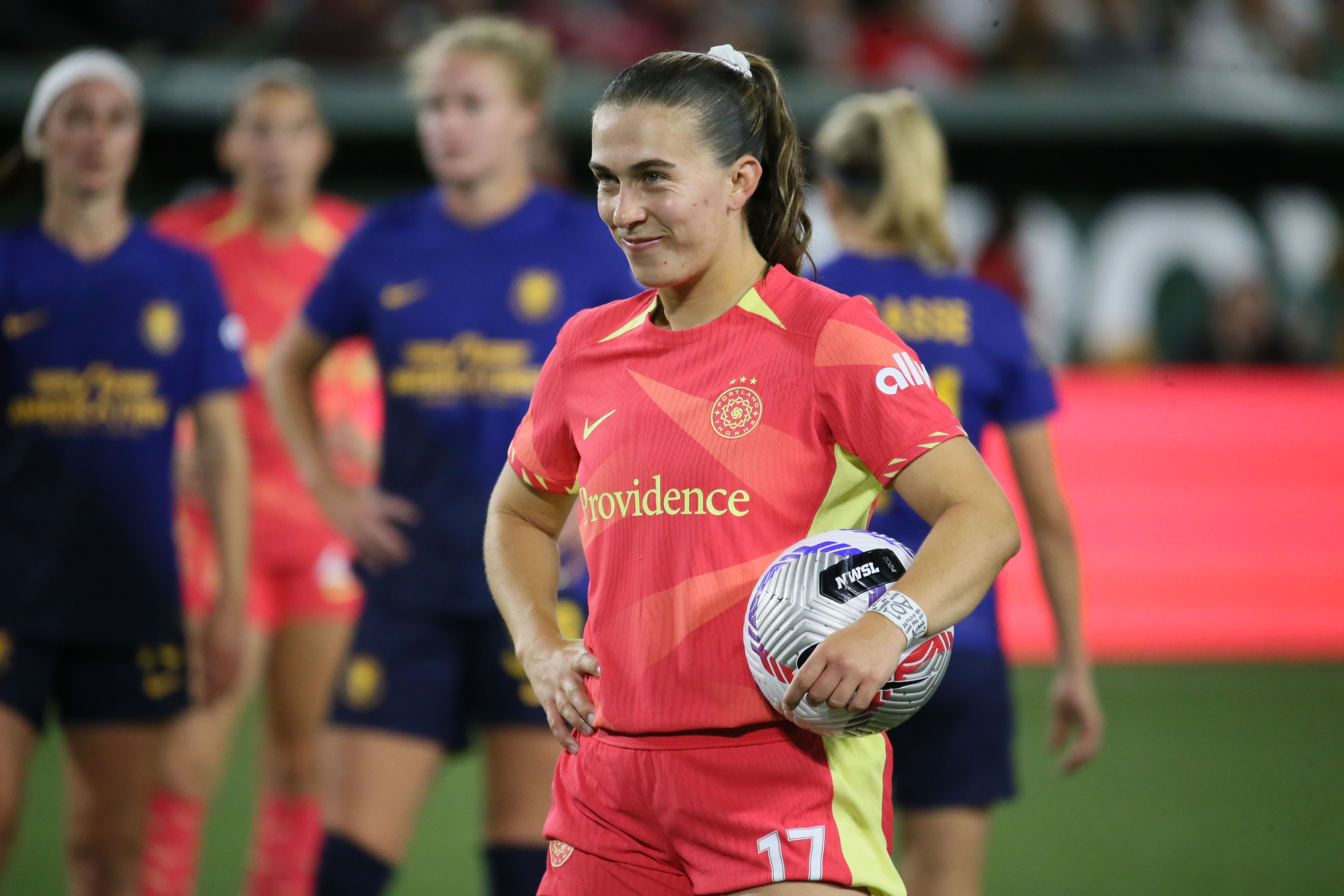
2024年效力波特蘭荊棘的科菲。

科菲因疫情影響延長了大學足球生涯，以致於她不確定是否該參加2021年國家女子足球聯賽選秀。然而，她還是參加了選秀，並且以第二輪第12位被波特蘭荊棘選中。之後，她選擇回到賓州州立大學再踢一年足球，直到2022年才開啟職業生涯。
2022年1月7日，科菲正式與波特蘭荊棘簽約，並簽下一紙兩年合約。3月18日，她在2022年國家女子足球聯賽挑戰盃對陣OL君主的比賽完成職業生涯首秀。4月30日，她在對陣堪薩斯城潮流的例行賽完成國家女子足球聯賽首秀。9月22日，她在主場普羅維登斯公園對陣路易維爾競技的比賽踢入首個職業生涯進球，幫助隊伍以3比0取勝。科菲在生涯首賽季先發上陣25場比賽，最後幫助波特蘭荊棘贏得2022年NWSL季後賽冠軍，同時入選年度最佳陣容並入圍年度最佳新秀。
2025年3月，科菲接替在2024年賽季後退役的加拿大國腳，開始擔任波特蘭荊棘新任隊長。同年6月，波特蘭荊棘宣布與她續約至2027年。

## 國家隊生涯

### 青年隊
科菲曾效力美國U18、U19以及U20國家隊。她曾為U18隊參加兩場賽事。2018年，科菲代表美國參加中北美洲及加勒比海女子U-20足球錦標賽，最終美國在決賽的PK大戰敗給墨西哥，收穫亞軍。雖然科菲幫助隊伍晉級2018年國際足協U-20女子世界盃，但她並沒有入選U20世界盃參賽名單。

### 成年隊

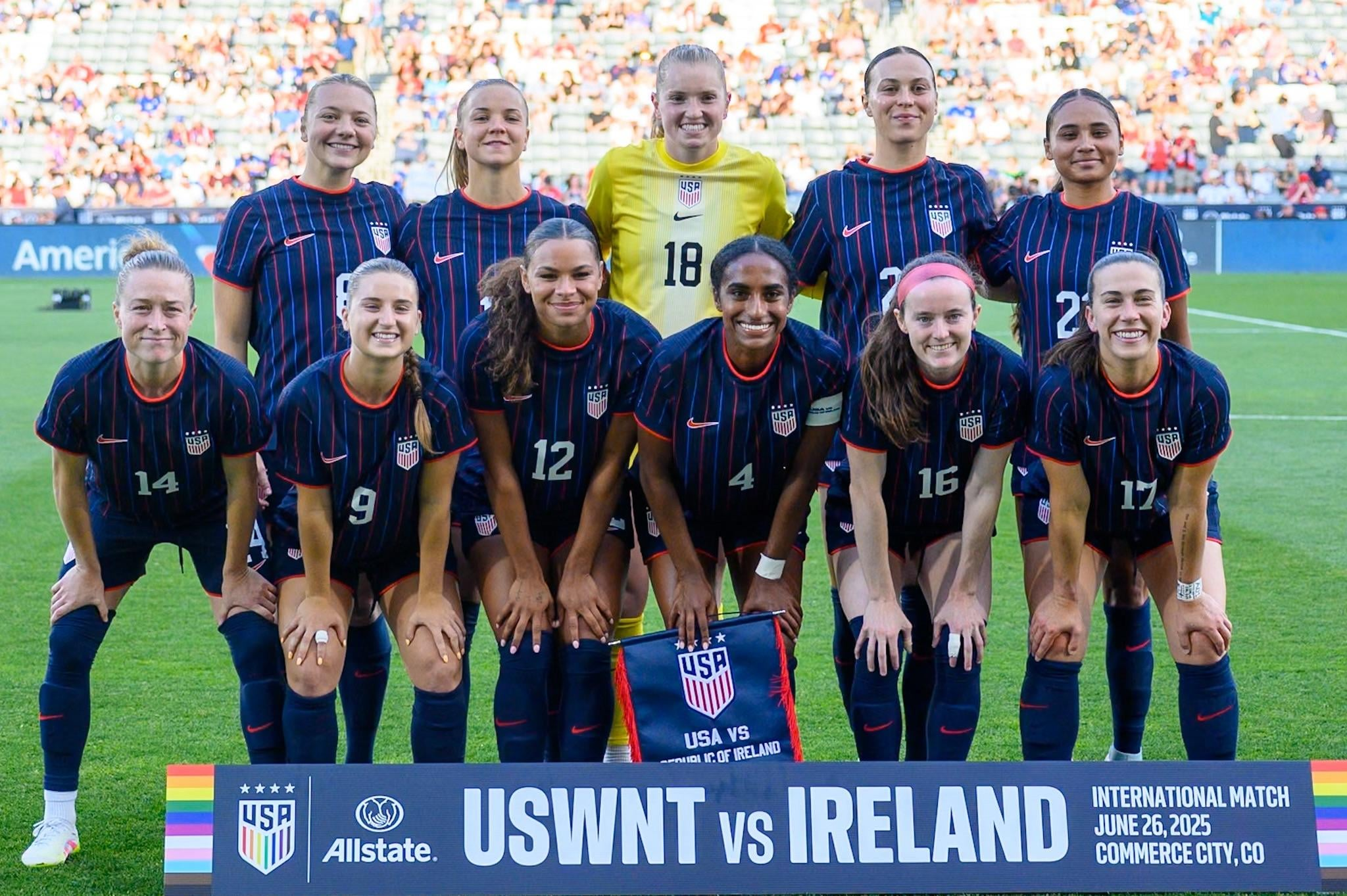
科菲（前排右一）在2025年6月26日對陣愛爾蘭的比賽。

2022年6月13日，科菲首次獲成年國家隊徵召，參加2022年中北美洲及加勒比海女子足球錦標賽。7月11日，美國前鋒艾許莉·哈奇在對陣牙買加的小組賽受傷，將由科菲替補其位置上陣，但後來她沒有獲得上場機會。同年9月6日，科菲在對陣奈及利亞的友誼賽先發上陣，並終於完成成年國家隊首秀。之後她還參加了三場分別對陣英格蘭、西班牙與德國的友誼賽。在此之後，科菲將近一年未獲徵召，直到2023年9月後才被召回參加友誼賽。同年12月5日，她在對陣中國的友誼賽攻入首個國家隊進球。
2024年4月6日，科菲在對陣日本的友誼賽助攻隊友潔登·蕭進球，繳出首次成年國家隊助攻。同年6月，新任總教練艾瑪·海耶斯徵召科菲等22名球員前往法國參加奧運女子足球比賽。她除了在對陣日本的半準決賽因為先前累積兩張黃牌被禁賽，其他5場比賽皆為先發上陣。8月10日，美國在金牌戰憑藉瑪洛麗·史瓦森的進球以1比0擊敗巴西，幫助美國睽違12年後再度奪得奧運女足金牌。

## 生涯數據

### 俱樂部統計
最後更新：2025年5月16日
| 球隊       | 賽季     | 聯賽     | 聯賽 | 聯賽 | 聯賽盃 | 聯賽盃 | 季後賽 | 季後賽 | 洲際賽事 | 洲際賽事 | 總計 | 總計 |
| 球隊       | 賽季     | 分級     | 出場 | 進球 | 出場   | 進球   | 出場   | 進球   | 出場     | 進球     | 出場 | 進球 |
| ---------- | -------- | -------- | ---- | ---- | ------ | ------ | ------ | ------ | -------- | -------- | ---- | ---- |
| 波特蘭荊棘 | 2022     | NWSL     | 19   | 1    | 4      | 0      | 2      | 0      | —        | —        | 25   | 1    |
| 波特蘭荊棘 | 2023     | NWSL     | 22   | 0    | 4      | 0      | 1      | 0      | —        | —        | 27   | 0    |
| 波特蘭荊棘 | 2024     | NWSL     | 24   | 2    | —      | —      | 1      | 0      | 3        | 0        | 28   | 2    |
| 波特蘭荊棘 | 2025     | NWSL     | 9    | 1    | —      | —      | —      | —      | 2        | 0        | 11   | 1    |
| 生涯總計   | 生涯總計 | 生涯總計 | 74   | 4    | 8      | 0      | 4      | 0      | 2        | 0        | 91   | 4    |

1. ↑  包括國家女子足球聯賽挑戰盃（英语：NWSL Challenge Cup）
2. ↑  包括國家女子足球聯賽季後賽
3. ↑  包括中北美洲及加勒比海女子冠軍盃

### 國家隊統計
最後更新：2025年7月2日。
| 國家隊 | 年份 | 出場數 | 進球數 | 助攻數 |
| ------ | ---- | ------ | ------ | ------ |
| 美國   | 2022 | 4      | 0      | 0      |
| 美國   | 2023 | 3      | 1      | 0      |
| 美國   | 2024 | 21     | 0      | 2      |
| 美國   | 2025 | 10     | 3      | 0      |
| 總計   | 總計 | 38     | 4      | 2      |

### 國家隊進球
比分左側皆為美國隊進球數，「進球比分」表示科菲進球時的比分。
| # | 日期          | 比賽場館                       | 出場次數 | 對手   | 進球比分 | 終場比分 | 賽事名稱 | Ref.    |
| - | ------------- | ------------------------------ | -------- | ------ | -------- | -------- | -------- | ------- |
| 1 | 2023年12月5日 | 美國弗里斯科豐田體育場         | 7        | 中國   | 1–1      | 2–1      | 友誼賽   | [ m 1 ] |
| 2 | 2025年5月31日 | 美國聖保羅安聯體育場           | 34       | 中國   | 2–0      | 3–0      | 友誼賽   | [ m 2 ] |
| 3 | 2025年6月26日 | 美國商貿城迪克體育用品公園     | 36       | 愛爾蘭 | 2–0      | 4–0      | 友誼賽   | [ m 3 ] |
| 4 | 2025年7月2日  | 美國華盛頓哥倫比亞特區奧迪球場 | 38       | 加拿大 | 1–0      | 3–0      | 友誼賽   | [ m 4 ] |

## 榮譽
賓州州立尼塔尼雄獅
- 十大聯盟女子足球錦標賽（英语：Big Ten Women's Soccer Tournament）冠軍：2019[19]

 波特蘭荊棘
- 國家女子足球聯賽季後賽冠軍：2022[56]

 美國U20
- 中北美洲及加勒比海女子U-20足球錦標賽亞軍：2018（英语：2018 CONCACAF Women's U-20 Championship）[38]

 美國
- 夏季奧運女子足球比賽金牌：2024[57]
- 中北美洲及加勒比海錦標賽冠軍：2022[58]
- 美洲女子金盃冠軍：2024[59]
- 她相信盃（英语：SheBelieves Cup）冠軍：2024（英语：2024 SheBelieves Cup）[60]

個人
- 大西洋沿岸聯盟年度第三女子足球陣容：2017[10]
- 大西洋沿岸聯盟年度最佳女子足球新生陣容：2017[14]
- 大西洋沿岸聯盟年度最佳中場：2018[14]
- 大西洋沿岸聯盟年度最佳女子足球陣容：2018[14]
- 十大聯盟年度最佳中場：2020[22]
- 十大聯盟年度最佳女子足球陣容：2020[22]
- NCAA一級全美最佳女子足球陣容：2018[13]
- NCAA一級全美次佳女子足球陣容：2021[21]
- NCAA一級北區最佳女子足球陣容：2019[61]、2020–21[62]、2021[63]
- NWSL每月最佳新秀（英语：NWSL Rookie of the Month）：2022年6月[64]
- NWSL每月最佳陣容（英语：NWSL Team of the Month）：2022年6月[65]、2022年9/10月[66]、2023年6月[67]、2023年8月[68]、2023年9/10月[69]、2024年5月[70]、2025年5月[71] 、2025年6月[72]
- NWSL年度最佳陣容（英语：NWSL Best XI）：2022[73]、2023[74]

## 外部連結
- 萨姆·科菲在國家女子足球聯賽
- 薩姆·科菲在波特蘭荊棘（页面存档备份，存于）
- 薩姆·科菲在波士頓學院老鷹隊
- 萨姆·科菲在美國足球協會
- 萨姆·科菲的Instagram帳戶
- 萨姆·科菲的X（前Twitter）
- Soccerway資料庫：萨姆·科菲